# Gelanggang Merak
Gelanggang Merak is een bestuurslaag in het regentschap Aceh Tamiang van de provincie Atjeh, Indonesië. Gelanggang Merak telt 1294 inwoners (volkstelling 2010).